# Hôtel de Ville (Le Châtelet-en-Brie)

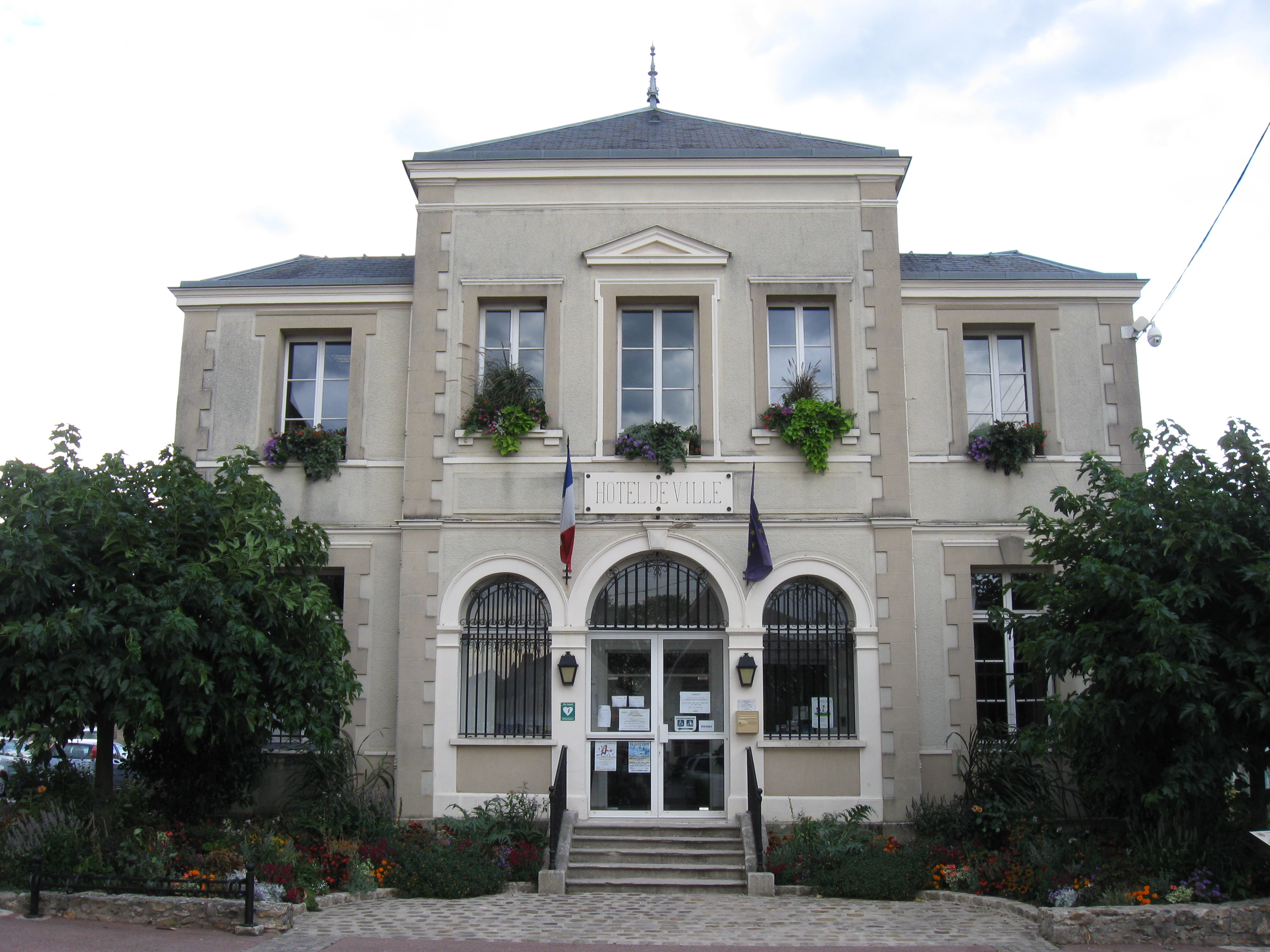
Hôtel de Ville in Le Châtelet-en-Brie

Das Hôtel de Ville (deutsch Rathaus) in Le Châtelet-en-Brie, einer französischen Gemeinde im Département Seine-et-Marne in der Region Île-de-France, wurde 1882/83 errichtet.
Das Hôtel de Ville an der Place de l’Église ist ein zweigeschossiger Bau aus Haustein mit Eckquaderung. Das Rundbogenportal wird über eine fünfstufige Treppe erreicht.